# Вельогура (Свентокшиське воєводство)
Вельогура (пол. Wielogóra) — село в Польщі, у гміні Самбожець Сандомирського повіту Свентокшиського воєводства.
Населення — 197 осіб (2011).
У 1975-1998 роках село належало до Тарнобжезького воєводства.

## Демографія
Демографічна структура на день 31 березня 2011 року:
|          | Загалом | Допрацездатний вік | Працездатний вік | Постпрацездатний вік |
| -------- | ------- | ------------------ | ---------------- | -------------------- |
| Чоловіки | 99      | 24                 | 68               | 7                    |
| Жінки    | 98      | 23                 | 55               | 20                   |
| Разом    | 197     | 47                 | 123              | 27                   |